# Beauregard-de-Terrasson
Beauregard-de-Terrasson è un comune francese di 697 abitanti situato nel dipartimento della Dordogna, nella regione della Nuova Aquitania.

## Società

### Evoluzione demografica
Abitanti censiti